# Кабадді

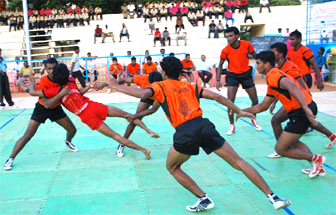
Гра кабадді

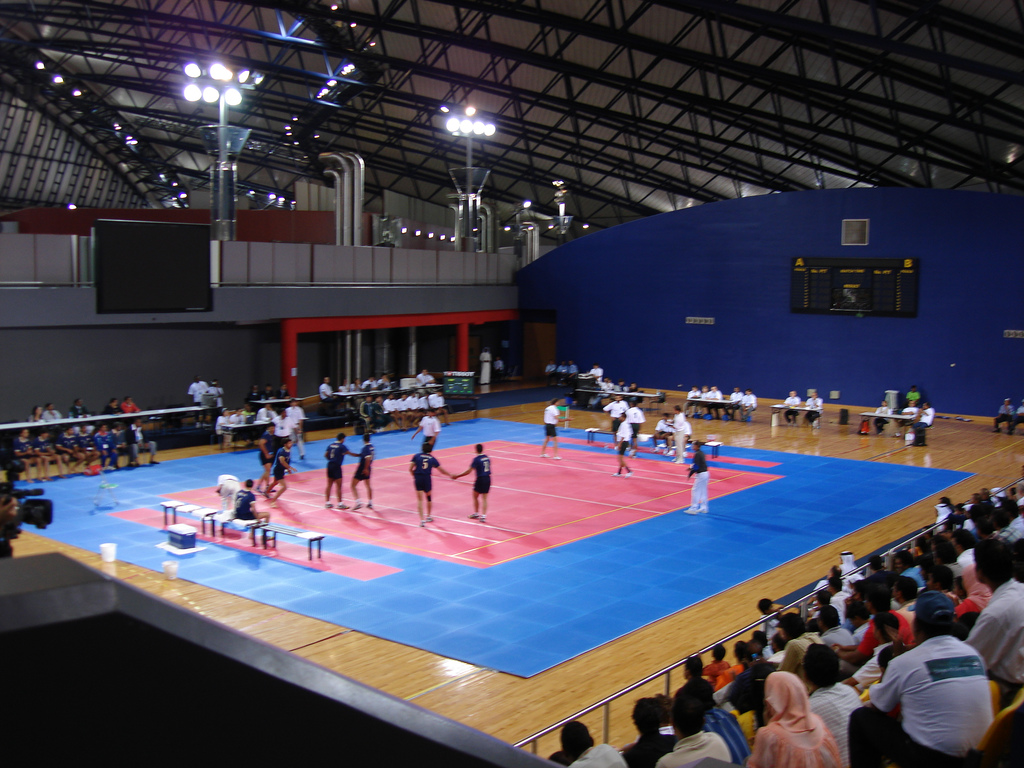
Гра кабадді

Кабадді́ (гінді कबड्डी) — популярна командна гра в Азії. 

## Правила гри
За правилами гри, дві команди, в кожній по 12 гравців (7 гравців на полі і 5 гравців в запасі), займають дві протилежні сторони ігрового поля розміром 12,5 м х 10 м, розділеного посередині лінією. Гра починається з того, що одна команда посилає «загарбника» до розділової лінії, який в потрібний момент переходить на територію іншої команди (іншу половину поля). Поки він знаходиться там, він безперервно кричить: «Кабадді́! Кабадді́!». Але на території противника він може перебувати лише до тих пір, поки може кричати не переводячи дихання. Його завдання — поки він кричить — рукою або ногою доторкнутися до гравця противника (одного або декількох) і втекти на свою територію (частина поля). Якщо йому треба перевести подих, він повинен бігти, так як команда, на майданчику якої він знаходиться, має право його схопити. Він зможе звільнитися, якщо зуміє протягнути через розділову лінію руку або ногу. Команда суперників повинна змусити його зробити одне з двох: або доторкнутися до землі, або зробити вдих (перевести подих). Після того, як гравець нападників успішно повернеться, гравець іншої команди, до якого він доторкнувся, вибуває з гри. Якщо нападник буде схоплений, то один з членів команди яка захищалася стає нападаючим. Гра продовжується доти, доки одна з команд не втратить всіх своїх учасників. 

## Історія
Родоначальником кабадді є Індія, а перша гра на міжнародному рівні пройшла в Даці в 1985 році. У 1990 році кабадді був включений в програму Азійських ігор в Пекіні, з тих пір кабадді є регулярною спортивною дисципліною на Азійських іграх. Перше змагання з кабадді серед жінок пройшло на міжнародних змаганнях в Гуанчжоу в 2010 році.

## Чемпіонат світу з кабадді
Перший чемпіонат світу з кабадді пройшов в 2004 році, потім в 2007 і 2010 році. Збірна Індії є непереможним чемпіоном світу з кабадді. Іран двічі займав друге місце. Пакистан зайняв друге місце на змаганнях у 2010 році.
Результати чемпіонатів світу:
| Рік  | Фінальний матч               | Переможець | Друге місце |
| 2010 | Індія проти Пакистан 58 — 24 | Індія      | Пакистан    |
| 2007 | Індія проти Іран 29 — 19     | Індія      | Іран        |
| 2004 | Індія проти Іран 55 — 27     | Індія      | Іран        |